# Don (canción)
«Don»  es una canción interpretada por el grupo musical argentino Miranda!, lanzada como el tercer sencillo oficial de su segundo álbum de estudio, Sin restricciones por la discográfica Pelo Music en abril del 2005. La canción fue escrita por Ale Sergi y producida por Cachorro Lopez. Esta es otra canción exitosa del grupo.
En 2022 lanzaron una nueva versión con el rapero argentino Ca7riel y fue incluida en el álbum Hotel Miranda!.

## Vídeo musical
El vídeo musical fue publicado en el año 2009 en la cuenta de YouTube de VEVO teniendo una duración de tres minutos con ocho segundos. Hasta el año 2023 el vídeo ha ganado más de 100 millones de visitas. En el año 2021 se hizo una remasterización oficial del video musical.

### Créditos
| - Leo Damario – Director. - Banana Films – Productora. - Daniel Rino Arreaza – Director de fotografía. - Mariano Anttonieti – Productor ejecutivo. - Maria Bethania Medina – Jefe de producción. | - Walter Deluchi – Estilismo. - Carolina Perez Goñi – Dirección de arte. - Liberty – Post. - Civiles / Rebel Management – Talentos. - Paola Miranda – Artista invitado. - Restart – Artista invitado. |

## Lista de canciones
- Promo CD[7]

| N.º | Título | Duración |  |
| 1.  | «Don»  | 3:05     |  |

- Descarga digital[8]

| N.º | Título                        | Duración |  |
| 1.  | «Don (remix) [feat. Ca7riel]» | 3:09     |  |

## Listas musicales
| Listas (2005)              | Mejor posición |
| -------------------------- | -------------- |
| Argentina (CAPIF)          | 12             |
| Chile (America Top 100)    | 11             |
| Colombia (America Top 100) | 6              |
| Mexico (America Top 100)   | 1              |
| Peru (America Top 100)     | 8              |

## Historial de lanzamiento
| Región | Fecha                  | Formato              | Discográfica | Ref.   |
| ------ | ---------------------- | -------------------- | ------------ | ------ |
| Mundo  | 18 de abril de 2005    | CD                   | Pelo Music   | [ 14 ] |
| Mundo  | 3 de noviembre de 2022 | CD, Descarga digital | Sony Music   | [ 15 ] |